# Now (magazine)
Pour les articles homonymes, voir Now.
Now (stylisé NOW), également connu sous le nom de NOW Magazine, est un hebdomadaire alternatif gratuit et une publication en ligne publié à Toronto (Ontario), au Canada.

## Histoire
Le magazine est publié pour la première fois le 10 septembre 1981 par Michael Hollett et Alice Klein. NOW, publié tous les jeudis, est un hebdomadaire alternatif qui couvre l'actualité, la culture, les arts et le divertissement. La publication est disponible dans les stations de métro, les cafés, les magasins de variétés, les magasins de vêtements, les restaurants, les salles de cinéma alternatives et dans ses boîtes à journaux vertes et rouges.
NOW est en ligne depuis 1993, d'abord sous le nom de now.com, ensuite, depuis 2000, sous le nom de nowtoronto.com.
Il est également un commanditaire central et ses propriétaires détenaient une participation dans North by Northeast, un important festival de musique annuel à Toronto.
NOW appartenait à Hollett et Klein jusqu'en 2016, date à laquelle Hollett vend sa part de l'entreprise à Klein et quitte le journal pour se concentrer sur North by Northeast en tant que président et fondateur du festival.
En 2019, NOW Communications de Klein vend NOW à Media Central Corporation pour deux millions de dollars. Klein reste en tant que « stratège éditorial en chef »,,. Quelques semaines plus tard, Media Central Corporation a également annoncé un accord pour acquérir la publication similaire de Vancouver The Georgia Straight (en).
En 2022, Media Central Corp Inc., dont NOW Central Communications Inc. est une filiale, qui possède et publie NOW Magazine, dépose le bilan,.

## Contenu
NOW comprend la chronique de conseils sexuels "Savage Love" de Dan Savage et "Real Astrology" de Rob Brezsny. Les écrivains et éditeurs notables incluent Susan G. Cole, Adria Vasil, Glenn Sumi, Norman Wilner et David Suzuki.
En septembre 2021, Media Central Corporation a annoncé que la société vendrait neuf NFT fabriqués à partir de couvertures précédentes publiées par NOW Magazine et Georgia Straight. Les NFT sont toujours répertoriés comme ouverts aux enchères.
En mars 2022, NOW Magazine réduit l'impression des numéros hebdomadaires pendant au moins les deux prochains mois dans le but d'économiser de l'argent et d'accroître son audience en ligne.